# Danh sách loại thẻ phổ biến trong tiêu dùng
Thẻ nhựa là loại sản phẩm mang nhiều ứng dụng, phù hợp với nhu cầu phát triển hiện nay trên thị trường.
Ở thị trường Việt Nam, các loại thẻ nhựa ngày càng phổ biến và được ứng dụng khá rộng rãi như thẻ nhận diện, bằng lái xe, thẻ ATM, thẻ tín dụng/ghi nợ, thẻ viễn thông (thẻ SIM, thẻ điện thoại/internet trả trước…), thẻ thành viên/khách hàng thân thiết, thẻ VIP, khám sức khỏe, bảo hiểm, thẻ sinh viên…
Chúng có thể tích hợp nhiều chức năng trên một chiếc thẻ, ví dụ như kết hợp thẻ ra vào với thẻ ID, thẻ sinh viên kiêm thẻ ATM, thẻ quà tặng và thẻ trả trước, thẻ thành viên và thẻ tích điểm…
Hiện nay, trên thế giới phổ biến một số loại thẻ sau:
1. Thẻ trắng (Blank Card): Là loại thẻ chưa in và được làm từ chất liệu nhựa PVC theo kích thước chuẩn, thường được sử dụng cho công nghệ in nhiệt thông thường và cho các ứng dụng cần đến cá thể hoá nhiệt như in mã vạch, mã từ…
2. Thẻ CR80: Chính là chiếc thẻ tiêu chuẩn của thẻ tín dụng với kích thước thẻ (3 3/8" x 21/8" x.030)
3. Thẻ Combi (Combi Card): là thẻ thông minh được ứng dụng cả công nghệ "tiếp xúc"và "không tiếp xúc" trên 1 chiếc thẻ. Nó có cách thức giao tiếp kép, vừa giao tiếp bằngcách tiếp xúc (contact) với đầu đọc thẻ hoặc giao tiếp từ xa (contactless). Thẻ chỉ baogồm một con chíp thông minh vừa có bản mặt tiếp xúc vừa có ăngten.
4. Thẻ thông minh (Smart Card): Còn được gọi là thẻ Chip hoặcIC. Là thẻ nhựa có gắn vi Chip được sử dụng để lưu giữ thông tin hoặc những giao dịch của người dùng thẻ. Với kích thước giống như thẻ tín dụng nó có thể được gắn 1 hoặc 2 chip bán dẫn như các loại thẻ nhớ, thẻ bảo vệ thông tin hay thẻ vi xử lý.
5. Thẻ thông minh không tiếp xúc (Contactless Smart Card): Là thẻ thông minh cho phép trao đổi hoặc nhận dữ liệu bằng công nghệ tần số sóng (RF) để liên kết với một thiết bị đầu cuối tương thích mà không dùng sự tiếp xúc hoặc va chạm vật lý.
6. Thẻ thông minh tiếp xúc (Contact Smart Card): Là thẻ thông minh đòi hỏi phải có sự tiếp xúc vật lý với thiết bị đọc thẻ để trao đổi dữ liệu. Thông tin trên thẻ được trao đổi với đầu đọc thông qua các điểm tiếp xúc bất kỳ có trên thẻ.
7. Thẻ thông minh đa ứng dụng (Multi-applications Smart Card): Là thẻ thông minh vi mạch có thể dùng trong rất nhiều ứng dụng với dung lượng bộ nhớ lớn và khả năng xử lý như của máy vi tính với những điều kiện riêng về bảo mật.
8. Thẻ Chip (Chip Card): Là một tên gọi khác của thẻ thông minh. Nó là thẻ nhựa với một mạch tổ hợp nhúng có bộ nhớ và khả năng xử lý vi mô.
9. Thẻ IC (IC Card): Là thẻ sử dụng bước sóng gần với tổ hợp mạch bao quanh thẻ hoặc thẻ chip. Ngành công nghiệp ngân hàng có những điều khoản cụ thể về các loại thẻ này.
10. Thẻ từ (Magnetic Stripe Card): Là loại thẻ có dài từ kim loai trên bề mặt. Đây là công nghệ chuẩn cho các thẻ dùng trong ngân hàng (thẻ ATM, thẻ tín dụng và thẻ ghi nợ) và cho các ứng dụng khác.
11. Thẻ không từ (Non magnetic Card): Là thẻ mà không có dải từ trên bề mặt như thẻ nhận diện
12. Thẻ Cảm ứng (Proximity Card): Là loại thẻ không tiếp xúc. Dữ liệu của người dùng thẻ được tiếp nhận thông qua thiết bị tiếp xúc bề mặt mà không cần phải có sự tiếp xúc vật lý với thẻ và nó thường được ứng dụng trong quá trình kiểm soát ra vào. Thẻ được gắn một con chíp điện tử có chứa bộ nhớ và một ăng-ten (antenna) chạy ẩn vòng quanh thân thẻ cho phép chíp có thể giao tiếp "từ xa" được với đầu đọc thẻ trong phạm vi từ 5 cm đến 10 cm.
13. Thẻ Mifare (Mifare Card): Là thẻ thông minh không tiếp xúc chuẩn, được đánh giá theo tiêu chuẩn ISO 14443 Loại A
14. Thẻ nhận diện (ID Card): Là loại thẻ sử dụng bược sóng gần để xác nhận thông tin của người sử dụng hoặc phát hành thẻ. Tất cả những thẻ giao dịch tài chính cũng được gọi là thẻ nhận dạng.
15. Thẻ Hybrid (Hybrid Card): Là những chiếc thẻ được ứng dụng nhiều công nghệ như việc tích hợp mạch tổ hợp và dải từ trên thẻ.
16. Thẻ in sẵn thông thường (Pre-printed Card): Là một loại thẻ thường được thiết kế sẵn với những hình ảnh nhất định và không có thông tin chi tiết nào trên thẻ. Nó có thể có sẵn số nhận dạng chung cho một nhóm người sử dụng thẻ. Tuy nhiên thông tin riêng của người sử dụng thẻ có thể sẽ được thể hiện thông qua kỹ thuật cá thể hoá thẻ.
17. Thẻ chìa khoá (Key Card): Là thẻ nhựa được sử dụng để cho phép ra hoặc vào một khu vực nào đó. Thẻ này thường là thẻ từ hoặc thẻ cảm ứng tầm gần.
18. Thẻ thanh toán (Payment Card): Là thẻ được phát hành để chứng thực trong các giao dịch đầy đủ hoặc một phần của quá trình thanh toán hoá đơn. Nó có thể ghi nhớ các chi tiết của người chi và tự động ghi lại.
19. Thẻ Polycarbonate: Là những thẻ được sản xuất từ các nhóm vật liệu nhựa tổng hợp đặc biệt. Chúng có độ bền cao, nhẹ và mềm dẻo bởi những liên kết nhựa polymer kết hợp với các nhóm carbonate. Thẻ nhựa tổng hợp này bền hơn nhiều so với thẻ PVC vì thế giá thành của nó cũng đắt hơn. Đây cũng là loại thẻ lý tưởng cho các dự án chứng minh thư, hộ chiếu hay bằng lái xe. Những chiếc thẻ này có thể được áp dụng công nghệ cá thể hoá in khắc lazer để tăng khả năng chống làm giả.
20. Thẻ Hologram (Hologram Card): là thẻ nhận dạng có phủ lớp tạo ánh sáng 3 chiều như một biện pháp an ninh hữu hiệu để chống lại sự giả mạo và gian lận.
21. Thẻ cào (Scratch Card): Là loại thẻ được sản xuất với loại mực đặc biệt có thể cào để lấy thông tin về những con số hay lời nhắn.
22. Thẻ điều khiển truy nhập (Access Control Card): Là một loại thẻ nhựa được sử dụng để tiếp cận hoặc kiểm soát việc cho phép vào hoặc ra một khu vực giới hạn. Thông thường đây là loại thẻ từ hoặc thẻ gắn chip và thẻ tiếp xúc tầm gần có ảnh hoặc không có ảnh. Ví dụ như là thẻ nhận diện.
23. Thẻ RFID (RFID Card): Là thẻ cảm ứng cho phép kết nối giữa thẻ và thiết bị đọc thẻ bằng sóng radio.
24. Thẻ nhựa (Plastic Card): Là dạng ban đầu thông thường của tất cả các loại thẻ thanh toán bao gồm thẻ tín dụng, thẻ ghi nợ và thẻ bảo đảm Séc.
25. Thẻ tín dụng (Credit Card): Là một loại thẻ tài chính mà người sử dụng phải tuân theo các điều khoản của tổ chức phát hành thẻ và khi thanh toán thì họ không cần phải hoàn trả khoản tiền đã sử dụng tức thời.
26. Thẻ ghi nợ (Debit Card): Là một loại thẻ tương tự thẻ tín dụng, nhưng nó có thể sử dụng để rút tiền từ tài khoản và chuyển tới một tài khoản khác. Nó có thể thay thế Séc và không có hệ thống liên kết như thẻ tín dụng.
27. Thẻ tài chính có tem đảm bảo (Financial Hologram Card): Là chiếc thẻ được sử dụng công nghệ tạo ảnh sáng 3 chiều với độ dày 30 mil. Đây là chiếc thẻ đạt tiêu chuẩn ISO như thử của MasterCard hay VISA.
28. Thẻ tài chính khác (Other Financial Card): Là các loại thẻ thông thường như thẻ ghi nợ, thẻ Séc hay thẻ ATM không sử dụng công nghệ tạo ảnh 3 chiều.
29. Thẻ khách hàng thân thiết (Loyalty Card): Thông thường được làm theo mẫu thẻ chuẩn CR80 với khả năng đếm thông tin ví dụ nó ghi lại số lần mua hàng cũng như giá trị sử dụng khi mua hàng lẻ trong các chương trình khuyến mại dành cho Khách hàng.
30. Thẻ chăm sóc sức khoẻ (Health Card): Là chiếc thẻ được sử dụng để lưu trữ các tiền sử về thể trạng hay các thông tin về bảo hiểm y tế của người sử dụng. Nó rất thông dụng tại Mỹ và thích hợp với hầu hết các công nghệ về y tế.
31. Thẻ hội viên (Member Card): Là loại thẻ do một tổ chức nào đó phát hành nhằm nhận diện các thành viên của mình. 
lưu trữ trong giải từ hoặc mã vạch của thẻ. Nó thường được sử dụng như thẻ bán lẻ tại bàn hoặc quầy thanh toán.
32. Thẻ cộng điểm (Stored Value Card): Là loại thẻ dùng cho các giao dịch tài chính tại các cửa hàng bán lẻ khi mua hàng.
33. Thẻ Khuyến mại (Promotional Card): Là loại thẻ mà người sử dụng có thể được hưởng những quyền lợi đặc biệt như giảm giá, quà tặng…
34. Thẻ trả trước (Prepaid Card): Là loại thẻ dùng trong các thanh toán tại quầy thu ngân cho phép người giữ thẻ có thể mua hàng hoá hoặc dịch vụ thanh toán đến một giá trị nhất định. Nó không yêu cầu phải có quá trình nhận diện như một số loại thẻ thanh toán khác.
35. Thẻ nhớ (Memory Card): Là một loại thẻ thông minh. Nó còn được gọi là thẻ đồng bộ với bộ nhớ khoảng từ 256 bits hoặc 32 byte trở lên và nó được sử dụng như một thẻ lưu trữ thông tin hoặc nhận diện. Nó được điều khiển bởi một thuật toán cố định hơn là một bộ vi xử lý.
36. Thẻ nhận diện ảnh (Photo ID Card): Là thẻ nhận diện được có ảnh của chủ thẻ. Ảnh này có thể được in trực tiếp từ ảnh chụp hoặc ảnh đã qua xử lý điện tử.
37. Thẻ (Company Card): Là một dạng thẻ Khách hàng thân thiết dành cho các thương hiệu đối tác như một nhà từ thiện hay một tổ chức nới sẽ mang lại những lợi ích tài chính từ việc sử dụng thẻ.
38. Thẻ Mã vạch (Barcodes Card): Là một loại thẻ trên bề mặt được in các đường vạch thẳng với những nét dày mỏng khác nhau. Nó được sử dụng để in nhanh các dự liệu tự do vào đâu đó trên mặt trược hoặc sau của thẻ. Đó là một dãy các thanh hình chữ nhật cùng các khoảng trống được sắp xếp một cách có chủ định mà máy có thể đọc được theo tiêu chuẩn quốc tế đại diện cho những con chữ, những con số hay những biểu tượng ký hiệu mà con người có thể hiểu được.
39. Thẻ vi mạch (Microprocessor): Là một loại thẻ thông minh. Nó còn được gọi là thẻ không đồng bộ. Bộ nhớ của thẻ có thể từ 1 kylobyte lên đến 64 Kbytes và thích hợp cho việc lưu trữ, nhận diện, khởi tạo các file tuyệt mật hoặc kết hợp các tính năng trên.
40. Thẻ lệ phí (Charge Card): Là chiếc thẻ thanh toán có sẵn một tài khoản tín dụng tự động mà người sở hữu có quyền sử dụng trong một khoảng thời gian nhất định.
41. Thẻ Séc bảo đảm (Gurantee Checques Card): Là thẻ được phát hành bởi ngân hàng hoặc các tổ chức xã hội với mục đích đảm bảo giá trị của tấm Sec tới một bên thứ 3 hoặc hỗ trợ việc thu tiền của những tấm Séc có giá trị đặc biệt tại những quỹ tài chính. Hầu hết những thẻ ghi nợ hoặc thẻ ín dụng đều có chức năng như một thẻ Séc bảo đảm như chức năng này (thẻ đa năng).
42. Thẻ giới hạn khu vực (City Card): Là một loại thẻ trả trước đa ứng dụng được sử dụng ở những khu vực nhất định.
43. Thẻ Company (Company Card): Là loại thẻ được phát hành cho 1 công ty để sử dụng cho nhân viên hoặc cho những giao dịch kinh doanh liên quan đến công ty đó (ví dụ như: hoạt động thu mua, thẻ cho phép tiếp cận khu vực giới hạn…
44. Thẻ Lazer quang học (Optical Lazer Card): Là một loại thẻ cầm tay có thể chủ động lưu trữ các thông tin theo một định dạng của mật độ dày các vạch hay dấu.
45. Ví điện tử (E-purse hay E-wallet): Là một loại thẻ thông minh với hình thức tiền điện tử (E-money). Nó thường được sử dụng cho những giao dịch giá trị thấp.
46. Thẻ nạp năng lượng (Fuel Card): Là chiếc thẻ được phát hành với mục đích đặc biệt và thường dùng cho các phương tiện giao thông để trả cho việc nạp nguyên liệu trong quá trình lưu thông.
47. Thẻ Java (JAVA Card): Là loại thẻ thông minh giúp hỗ trợ lập trình JAVA.
48. Thẻ quang học (Optical Card): Là thẻ mà các thông tin được lưu trữ trên dải quang học tương tự như đĩa CD.
49. Thẻ PCMCIA (PCMCIA Card): Là thẻ bước sóng ngắn hay sử dụng trong các tổ chức máy tính cá nhân. Nó được coi như là thẻ thông minh nhưng chứa các chip bán dẫn, có độ mỏng vật lý hơn thẻ thông minh và việc kết nối được thực hiện không thông qua phương thức tiếp xúc giao diện chuẩn thông thường.
50. Nhựa tổng hợp PVC: Là nguyên liệu chính cho việc sản xuất các loại thẻ nhựa khác nhau.
51. Thẻ cào nạp tiền điện thoại (Phone Card): Là thẻ có giá trị nhất định cho phép người sử dụng dùng số tiền trên thẻ thông qua một số PIN nằm dưới một lớp tráng bạc để bảo mật nạp vào thiết bị cầm tay và sử dụng. Đây là dạng thẻ cào.
52. Thẻ điện thoại (Telephone Card): Là loại thẻ dùng để thanh toán cước phí các cuộc gọi. Loại thẻ này thường là thẻ trả trước, thẻ tín dụng với những mức phí được quy định chung. Tuy nhiên hiện nay loại thẻ này đang ít được sử dụng do sự phát triển mạnh mẽ của điện thoại di động và các thiết bị liên lạc kết nối Internet khác.
53. Thẻ nhớ mật mã (Protect Memory Card): Là loại thẻ yêu cầu phải có số PIN hoặc mãsố PIN hoặc mã số bí mật trước khi tiếp cận các dữ liệu được lưu trong bộ nhớ của thẻ.
Trong khi ngành công nghiệp thẻ trên thế giới đã vững mạnh với nhiều nhà cung cấp thẻ và các thiết bị phát hành, ứng dụng thẻ lớn như Datacard (Mỹ), Gemalto (Hà Lan); Obethur (Pháp); DNP (Nhật Bản)… thì ở Việt Nam, ngành công nghiệp thẻ vẫn còn non trẻ và quy mô chưa lớn. Hiện nay chỉ có một số nhà cung cấp và sản xuất thẻ như MK Smart, ProCard, VietCard, Thái Hòa, Trường Khang,… trong đó nổi bật là công ty MK Smart với nhà máy sản xuất thẻ duy nhất tại Việt Nam đạt tiêu chuẩn quốc tế với các chứng nhận từ Visa, MasterCard và GSMA.